# Alexandr Fier
Alexandr Hilário Takeda Sakai dos Santos Fier (beim Weltschachbund FIDE Alexandr Fier; * 11. März 1988 in Joinville, Santa Catarina, Brasilien) ist ein brasilianischer Schachspieler.

## Leben
Das Schachspielen lernte er von seinem Vater im Kindergartenalter. Seit er sechs Jahre alt war, nimmt er an Schachturnieren teil. Er wuchs in Curitiba auf und studierte an einem Centro Federal de Educação Tecnológica.
Alexandr Fier ist mit der Frauengroßmeisterin Nino Maisuradze liiert und wohnt in Tiflis.

## Erfolge

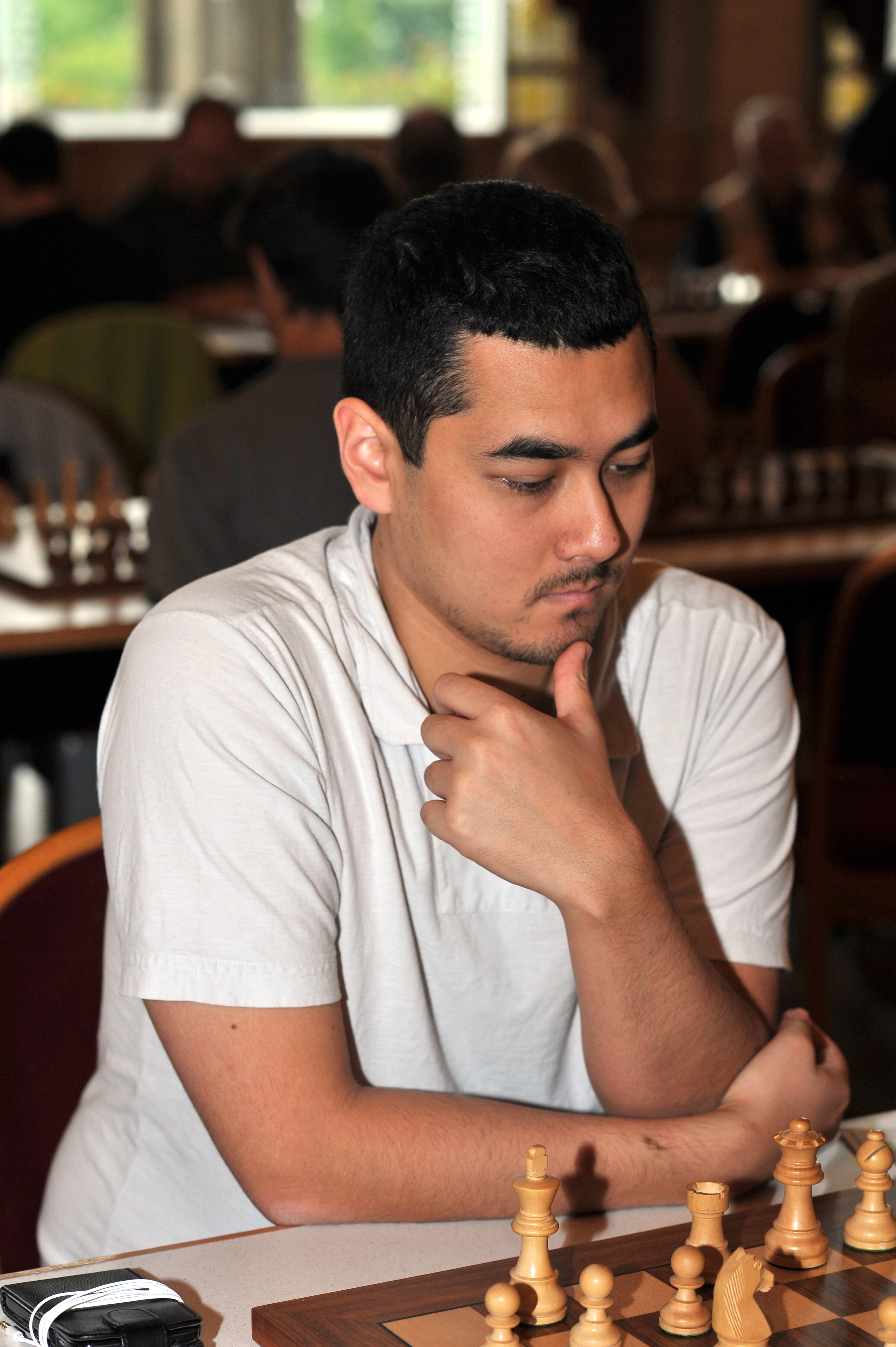
Alexandr Fier, Wien 2013

### Jugend
Als Sechsjähriger gewann er im Februar 1995 die U10-Meisterschaft des südbrasilianischen Bundesstaates Paraná und einen Monat später die brasilianische U10-Meisterschaft in Laguna. Er wurde daraufhin für die panamerikanische U10-Meisterschaft nominiert, die im April 1995 in Blumenau stattfand sowie die U10-Weltmeisterschaft im Oktober 1995 in São Lourenço. Zwar konnte er sich bei den beiden internationalen Meisterschaften gegen die vier Jahre älteren Jungen nicht durchsetzen, gewann aber schon im Mai des darauffolgenden Jahres die panamerikanische U10-Meisterschaft, die in Laguna stattfand. Im Alter von acht Jahren, 1996, trug er schon den Titel FIDE-Meister. Im Mai 1997 konnte er in Laguna die panamerikanische U10-Meisterschaft erneut gewinnen. Als sein größter weltweiter Jugenderfolg ist sein zweiter Platz bei der U10-Weltmeisterschaft im Oktober 1998 im spanischen Oropesa del Mar zu werten. Die brasilianische U12-Meisterschaft gewann er im April 1999 in Bento Gonçalves und im April 2000 in Jaraguá do Sul. Im selben Monat gewann er als Zwölfjähriger in Ourinhos die brasilianische U16-Meisterschaft. Im darauffolgenden Monat wurde er in Bento Gonçalves panamerikanischer U12-Meister. Die brasilianische U16-Meisterschaft gewann er im Mai 2001 in Volta Redonda. Im Mai 2002 siegte er sowohl bei der brasilianischen U14-Meisterschaft in Blumenau als auch bei der panamerikanischen U14-Meisterschaft in Villa Giardino, Argentinien. Die brasilianische U18-Meisterschaft konnte er im Mai 2005 in Curitiba gewinnen, die panamerikanische U18-Meisterschaft mit 1,5 Punkten Vorsprung vor dem US-Amerikaner Robert Hungaski im Juni 2005 in Balneário Camboriú. Die südamerikanische U20-Meisterschaft gewann er im Februar 2006 in San Luis, Argentinien, die brasilianische Juniorenmeisterschaft U20 im Juni 2006 in Taubaté. Die südamerikanische U20-Meisterschaft gewann er erneut im Februar 2008 in Montevideo, die brasilianische Juniorenmeisterschaft U20 ein weiteresmal im Juni 2008 in Guarapari. Die südamerikanische U20-Meisterschaft konnte er wieder im April 2009 in Cochabamba gewinnen.

### Senioren
Im Dezember 2005 gewann er in Guarulhos vor Gilberto Milos die 72. Einzelmeisterschaft Brasiliens. Ein Schnellschachturnier in Águas Claras, in der Nähe von Brasília, gewann er 2005 mit neun Punkten aus neun Partien. Im Juni 2009 gewann er das Zonenturnier von Rio de Janeiro vor Rafael Leitão mit 7,5 Punkten aus 9 Partien und einem Punkt Vorsprung sowie die 1. Olympiade von Mercosur in Mar del Plata mit 6 Punkten aus 6 Partien. Im Juni 2012 gewann er mit 8 aus 9 das Open in Teplice. Fier nahm dreimal (2009, 2011, 2013) am Schach-Weltpokal teil. Seine zweite brasilianische Einzelmeisterschaft gewann er 2017 in Rio de Janeiro, seine dritte 2019 in Natal. Im Januar 2019 und Januar 2021 gewann er das Floripa Chess Open in Florianópolis. Erneut brasilianischer Einzelmeister wurde Alexandr Fier 2022 in Recife und 2024 in Natal.
Im Alter von 16 Jahren erhielt er den Titel Internationaler Meister aufgrund seines Ergebnisses bei der Schacholympiade 2004 in Calvià. Großmeister ist er seit Januar 2007. Die Normen hierfür erzielte er durch den Gewinn der südamerikanischen U20-Meisterschaft im Februar 2006, beim Turnier X. Magistrale de la República Argentina im August 2006 in Villa Martelli durch Übererfüllung sowie beim Jubiläumsturnier zum 65. Bestehen des Schachverbandes von São Paulo im Oktober 2006. Beim Erhalt des GM-Titels war er der jüngste Brasilianer in der Geschichte, dem dies gelang. Im Januar 2015 liegt er hinter Rafael Leitão auf dem zweiten Platz der brasilianischen Elo-Rangliste.

## Mannschaftsschach
Für die brasilianische Nationalmannschaft spielte er bei den Schacholympiaden 2004, 2006, 2010, 2012, 2014, 2016, 2018 und 2022 mit einem positiven Gesamtergebnis von 48,5 aus 80 (+37 =23 −20), bei der Mannschaftsweltmeisterschaft 2010 und bei der Panamerikanischen Mannschaftsmeisterschaft 2009, die die brasilianische Mannschaft gewann.
Vereinsschach spielt er für den Clube Erbo Stenzel aus Curitiba und in Spanien 2009 für den SCC Sabadell, 2012 für CA Equigoma-Casa Social Católica und 2015 für Ajedrez Collado Villalba. In Deutschland spielt er seit der Saison 2013/14 für die Sportfreunde Katernberg; zunächst in der 1. Bundesliga, in der Saison 2015/16 ist er in der 2. Bundesliga gemeldet. Seit der Saison 2013/14 ist er in Frankreich bei Échecs Montpellier und in der tschechischen Extraliga für den ŠK Pardubice aktiv. Seit 2014 spielt er Vereinsschach auch in Georgien, in der niederländischen Meesterklasse spielte er in den Saisons 2016/17 und 2019/20 bei MuConsult Apeldoorn. Mit Lazio Scacchi Master spielte er 2024, am Spitzenbrett spielend, in der 55. italienischen Mannschaftsmeisterschaft. In der portugiesischen höchsten Liga spielte er seit der Saison 2016/17 für den Lissaboner Verein Academia Portugal/Atlantidiadiagonal und seit 2021/22 für GD Dia Ferreira aus Matosinhos.